# V.League Division 1 2022-2023 (maschile)
La V.League Division 1 2022-2023, 56ª edizione della massima serie del campionato giapponese maschile di pallavolo, si è svolta dal 22 ottobre 2022 al 23 aprile 2023: al torneo hanno partecipato 10 squadre di club giapponesi e la vittoria finale è andata per la seconda volta ai WolfDogs Nagoya.

## Regolamento

### Formula
La formula ha previsto:
- Regular season, che prevede quattro round-robin, per un totale di trentasei incontri per squadra: le prime quattro classificate hanno avuto accesso ai play-off scudetto e le ultime due classificate hanno avuto accesso al Challenge match.
- Play-off scudetto, disputati con:
  - Final 4, che prevede un round-robin, per un totale di tre incontri per squadra: le prime due classificate hanno avuto accesso alla finale scudetto.
  - Finale scudetto, disputata in gara unica.
- Challenge Match, che prevede incontri di andata e ritorno tra la nona e la decima classificata di V.League Division 1 e le prime due classificate di V.League Division 2, abbinate con il metodo della serpentina.

### Criteri di classifica
Se il risultato finale è stato di 3-0 o 3-1 sono stati assegnati 3 punti alla squadra vincente e 0 a quella sconfitta, se il risultato finale è stato di 3-2 sono stati assegnati 2 punti alla squadra vincente e 1 a quella sconfitta. L'ordine del posizionamento in classifica è stato definito in base a:
- Numero di partite vinte;
- Punti;
- Ratio dei set vinti/persi;
- Ratio dei punti realizzati/subiti.

## Squadre Partecipanti
Al campionato di V.League Division 1 2022-2023 partecipano 10 squadre di club giapponesi. Delle squadre aventi diritto:
- L'FC Tokyo ha ceduto i propri diritti di partecipazione ai Tokyo Great Bears.

| Club                  | Stagione | Città     | Impianto                        | Stagione precedente        |
| --------------------- | -------- | --------- | ------------------------------- | -------------------------- |
| JTEKT Stings          | dettagli | Kariya    | Kariya City Gymnasium           | 7ª in V.League Division 1  |
| JT Thunders Hiroshima | dettagli | Hiroshima | Nekoda Memorial Gymnasium       | 6ª in V.League Division 1  |
| Nagano Tridents       | dettagli | Takamori  | Matsumoto City Gymnasium        | 10ª in V.League Division 1 |
| Oita Weisse Adler     | dettagli | Ōita      | Oita Factory Gymnasium          | 9ª in V.League Division 1  |
| Panasonic Panthers    | dettagli | Hirakata  | Panasonic Arena                 | 3ª in V.League Division 1  |
| Sakai Blazers         | dettagli | Sakai     | Kanaoka Park Gymnasium          | 5ª in V.League Division 1  |
| Suntory Sunbirds      | dettagli | Minō      | Suntory Training Center         | Campioni del Giappone      |
| Tokyo Great Bears     | dettagli | Tokyo     | Yoyogi National Gymnasium       | -                          |
| Toray Arrows          | dettagli | Mishima   | Mishima Citizen Gymnasium       | 4ª in V.League Division 1  |
| WolfDogs Nagoya       | dettagli | Inazawa   | Toyoda Gosei Memorial Gymnasium | 2ª in V.League Division 1  |

## Torneo

### Regular season

#### Risultati
| Risultati |                                            |     |                                   |
|           |                                            |     |                                   |
| 22-10     | Sakai Blazers - Oita Weisse Adler          | 3-1 | 22-25, 25-16, 25-16, 25-23        |
| 22-10     | JT Thunders Hiroshima - Nagano Tridents    | 3-0 | 25-19, 25-22, 25-20               |
| 22-10     | WolfDogs Nagoya - JTEKT Stings             | 3-0 | 27-25, 25-18, 25-19               |
| 22-10     | Panasonic Panthers - Tokyo Great Bears     | 3-0 | 25-22, 25-19, 25-17               |
| 22-10     | Suntory Sunbirds - Toray Arrows            | 3-1 | 25-21, 25-27, 25-18, 25-21        |
| 23-10     | Sakai Blazers - Oita Weisse Adler          | 3-0 | 25-16, 25-19, 25-22               |
| 23-10     | JT Thunders Hiroshima - Nagano Tridents    | 3-0 | 26-24, 25-22, 25-15               |
| 23-10     | WolfDogs Nagoya - JTEKT Stings             | 0-3 | 23-25, 21-25, 22-25               |
| 23-10     | Panasonic Panthers - Tokyo Great Bears     | 3-0 | 25-18, 25-15, 25-20               |
| 23-10     | Suntory Sunbirds - Toray Arrows            | 1-3 | 21-25, 25-22, 23-25, 19-25        |
| 29-10     | JTEKT Stings - Sakai Blazers               | 0-3 | 24-26, 17-25, 22-25               |
| 29-10     | Oita Weisse Adler - JT Thunders Hiroshima  | 0-3 | 23-25, 23-25, 22-25               |
| 29-10     | Toray Arrows - Panasonic Panthers          | 3-2 | 19-25, 25-22, 21-25, 25-20, 15-11 |
| 29-10     | Nagano Tridents - Suntory Sunbirds         | 3-1 | 16-25, 26-24, 28-26, 25-16        |
| 29-10     | Tokyo Great Bears - WolfDogs Nagoya        | 0-3 | 14-25, 16-25, 19-25               |
| 30-10     | JTEKT Stings - Sakai Blazers               | 1-3 | 25-20, 19-25, 22-25, 21-25        |
| 30-10     | Oita Weisse Adler - JT Thunders Hiroshima  | 0-3 | 21-25, 16-25, 16-25               |
| 30-10     | Nagano Tridents - Suntory Sunbirds         | 0-3 | 16-25, 19-25, 22-25               |
| 30-10     | Toray Arrows - Panasonic Panthers          | 3-1 | 25-23, 20-25, 32-30, 25-21        |
| 30-10     | Tokyo Great Bears - WolfDogs Nagoya        | 1-3 | 22-25, 25-21, 16-25, 22-25        |
| 05-11     | Toray Arrows - JTEKT Stings                | 3-0 | 25-22, 25-22, 25-18               |
| 05-11     | Sakai Blazers - JT Thunders Hiroshima      | 3-1 | 25-17, 22-25, 25-23, 25-19        |
| 05-11     | WolfDogs Nagoya - Nagano Tridents          | 3-0 | 25-15, 25-20, 25-19               |
| 05-11     | Panasonic Panthers - Oita Weisse Adler     | 3-1 | 25-16, 25-21, 23-25, 25-17        |
| 05-11     | Suntory Sunbirds - Tokyo Great Bears       | 3-2 | 21-25, 25-19, 23-25, 25-15, 15-13 |
| 06-11     | Toray Arrows - JTEKT Stings                | 1-3 | 15-25, 25-18, 21-25, 23-25        |
| 06-11     | Sakai Blazers - JT Thunders Hiroshima      | 1-3 | 20-25, 26-24, 23-25, 21-25        |
| 06-11     | WolfDogs Nagoya - Nagano Tridents          | 3-0 | 25-14, 25-19, 25-14               |
| 06-11     | Panasonic Panthers - Oita Weisse Adler     | 3-0 | 25-21, 25-22, 25-22               |
| 06-11     | Suntory Sunbirds - Tokyo Great Bears       | 3-1 | 20-25, 25-22, 25-19, 25-17        |
| 11-11     | Oita Weisse Adler - WolfDogs Nagoya        | 0-3 | 24-26, 14-25, 23-25               |
| 12-11     | JT Thunders Hiroshima - Suntory Sunbirds   | 0-3 | 19-25, 14-25, 19-25               |
| 12-11     | Nagano Tridents - Sakai Blazers            | 0-3 | 27-29, 12-25, 16-25               |
| 12-11     | Oita Weisse Adler - WolfDogs Nagoya        | 0-3 | 20-25, 22-25, 17-25               |
| 12-11     | JTEKT Stings - Panasonic Panthers          | 2-3 | 22-25, 20-25, 25-18, 25-20, 13-15 |
| 13-11     | JT Thunders Hiroshima - Suntory Sunbirds   | 1-3 | 18-25, 16-25, 25-21, 18-25        |
| 13-11     | Nagano Tridents - Sakai Blazers            | 1-3 | 25-22, 26-28, 19-25, 23-25        |
| 13-11     | JTEKT Stings - Panasonic Panthers          | 3-1 | 23-25, 25-18, 25-23, 25-22        |
| 13-11     | Tokyo Great Bears - Toray Arrows           | 0-3 | 18-25, 19-25, 23-25               |
| 14-11     | Tokyo Great Bears - Toray Arrows           | 0-3 | 22-25, 21-25, 20-25               |
| 19-11     | Suntory Sunbirds - JTEKT Stings            | 3-2 | 17-25, 24-26, 25-22, 25-14, 15-13 |
| 19-11     | WolfDogs Nagoya - Sakai Blazers            | 3-0 | 25-23, 25-16, 25-23               |
| 19-11     | Panasonic Panthers - JT Thunders Hiroshima | 3-2 | 25-21, 23-25, 23-25, 25-20, 15-7  |
| 19-11     | Toray Arrows - Nagano Tridents             | 3-1 | 23-25, 25-21, 25-20, 25-21        |
| 20-11     | WolfDogs Nagoya - Sakai Blazers            | 3-0 | 25-18, 25-23, 25-17               |
| 20-11     | Panasonic Panthers - JT Thunders Hiroshima | 3-1 | 25-18, 21-25, 25-23, 25-21        |
| 20-11     | Toray Arrows - Nagano Tridents             | 3-1 | 25-23, 21-25, 25-19, 25-17        |
| 20-11     | Suntory Sunbirds - JTEKT Stings            | 3-2 | 25-20, 25-21, 18-25, 20-25, 15-11 |
| 26-11     | Sakai Blazers - Suntory Sunbirds           | 3-0 | 25-23, 25-20, 25-17               |
| 26-11     | JTEKT Stings - Tokyo Great Bears           | 3-1 | 25-21, 25-15, 22-25, 25-15        |
| 26-11     | Oita Weisse Adler - Toray Arrows           | 2-3 | 25-21, 22-25, 17-25, 25-23, 8-15  |
| 26-11     | JT Thunders Hiroshima - WolfDogs Nagoya    | 1-3 | 16-25, 25-23, 21-25, 25-27        |
| 26-11     | Nagano Tridents - Panasonic Panthers       | 1-3 | 17-25, 25-23, 18-25, 19-25        |
| 27-11     | Sakai Blazers - Suntory Sunbirds           | 3-0 | 25-21, 25-23, 25-22               |
| 27-11     | JT Thunders Hiroshima - WolfDogs Nagoya    | 0-3 | 22-25, 21-25, 17-25               |
| 27-11     | Nagano Tridents - Panasonic Panthers       | 1-3 | 21-25, 21-25, 27-25, 17-25        |
| 27-11     | Oita Weisse Adler - Toray Arrows           | 3-2 | 22-25, 25-22, 21-25, 25-19, 15-8  |
| 27-11     | JTEKT Stings - Tokyo Great Bears           | 0-3 | 21-25, 23-25, 24-26               |
| 03-12     | JTEKT Stings - Nagano Tridents             | 3-0 | 25-21, 25-19, 25-14               |
| 03-12     | Panasonic Panthers - WolfDogs Nagoya       | 2-3 | 22-25, 19-25, 25-23, 25-18, 15-17 |
| 03-12     | Suntory Sunbirds - Oita Weisse Adler       | 3-0 | 25-17, 25-17, 26-24               |
| 03-12     | Toray Arrows - Sakai Blazers               | 3-2 | 25-19, 21-25, 25-21, 20-25, 15-11 |
| 03-12     | Tokyo Great Bears - JT Thunders Hiroshima  | 0-3 | 22-25, 21-25, 24-26               |
| 04-12     | JTEKT Stings - Nagano Tridents             | 3-0 | 25-21, 25-13, 25-19               |
| 04-12     | Panasonic Panthers - WolfDogs Nagoya       | 2-3 | 20-25, 25-19, 21-25, 25-22, 13-15 |
| 04-12     | Suntory Sunbirds - Oita Weisse Adler       | 3-0 | 25-23, 28-26, 25-20               |
| 04-12     | Tokyo Great Bears - JT Thunders Hiroshima  | 3-2 | 25-21, 22-25, 23-25, 25-20, 15-10 |
| 04-12     | Toray Arrows - Sakai Blazers               | 1-3 | 20-25, 25-23, 23-25, 21-25        |
| 07-01     | Sakai Blazers - Panasonic Panthers         | 3-1 | 23-25, 25-21, 25-23, 25-18        |
| 07-01     | WolfDogs Nagoya - Suntory Sunbirds         | 3-0 | 25-20, 25-21, 27-25               |
| 07-01     | Oita Weisse Adler - JTEKT Stings           | 0-3 | 25-27, 13-25, 17-25               |
| 07-01     | Nagano Tridents - Tokyo Great Bears        | 2-3 | 25-21, 20-25, 25-22, 20-25, 11-15 |
| 07-01     | JT Thunders Hiroshima - Toray Arrows       | 3-0 | 30-28, 25-20, 25-22               |
| 08-01     | Oita Weisse Adler - JTEKT Stings           | 0-3 | 14-25, 24-26, 21-25               |
| 08-01     | Sakai Blazers - Panasonic Panthers         | 0-3 | 29-31, 21-25, 22-25               |
| 08-01     | WolfDogs Nagoya - Suntory Sunbirds         | 1-3 | 25-23, 22-25, 28-30, 23-25        |
| 08-01     | Nagano Tridents - Tokyo Great Bears        | 1-3 | 26-24, 18-25, 18-25, 25-27        |
| 08-01     | JT Thunders Hiroshima - Toray Arrows       | 3-1 | 25-18, 25-19, 20-25, 25-21        |
| 14-01     | JTEKT Stings - JT Thunders Hiroshima       | 3-1 | 25-20, 26-24, 23-25, 25-22        |
| 14-01     | Toray Arrows - WolfDogs Nagoya             | 3-0 | 25-19, 25-20, 25-15               |
| 14-01     | Tokyo Great Bears - Sakai Blazers          | 0-3 | 15-25, 24-26, 20-25               |
| 14-01     | Oita Weisse Adler - Nagano Tridents        | 3-1 | 25-21, 22-25, 25-18, 25-20,       |
| 14-01     | Suntory Sunbirds - Panasonic Panthers      | 3-2 | 22-25, 25-23, 20-25, 25-21, 18-16 |
| 15-01     | Oita Weisse Adler - Nagano Tridents        | 3-1 | 30-28, 27-29, 25-22, 25-19        |
| 15-01     | JTEKT Stings - JT Thunders Hiroshima       | 3-0 | 25-22, 25-21, 38-36               |
| 15-01     | Tokyo Great Bears - Sakai Blazers          | 1-3 | 23-25, 25-20, 21-25, 16-25        |
| 15-01     | Toray Arrows - WolfDogs Nagoya             | 3-0 | 25-21, 26-24, 25-23               |
| 15-01     | Suntory Sunbirds - Panasonic Panthers      | 3-2 | 22-25, 25-21, 25-18, 19-25, 15-11 |
| 21-01     | Sakai Blazers - JTEKT Stings               | 0-3 | 18-25, 20-25, 23-25               |
| 21-01     | WolfDogs Nagoya - Tokyo Great Bears        | 3-1 | 27-25, 21-25, 25-17, 25-19        |

| Risultati |                                            |     |                                   |
|           |                                            |     |                                   |
| 21-01     | JT Thunders Hiroshima - Oita Weisse Adler  | 3-1 | 21-25, 25-23, 25-18, 25-21        |
| 21-01     | Panasonic Panthers - Toray Arrows          | 3-1 | 23-25, 25-19, 25-15, 25-21        |
| 21-01     | Suntory Sunbirds - Nagano Tridents         | 3-1 | 25-15, 22-25, 25-21, 25-18        |
| 22-01     | Sakai Blazers - JTEKT Stings               | 3-0 | 25-21, 25-23, 25-20               |
| 22-01     | JT Thunders Hiroshima - Oita Weisse Adler  | 3-0 | 25-22, 25-16, 25-18               |
| 22-01     | WolfDogs Nagoya - Tokyo Great Bears        | 3-0 | 25-20, 25-18, 25-23               |
| 22-01     | Panasonic Panthers - Toray Arrows          | 2-3 | 23-25, 25-19, 25-19, 19-25, 13-15 |
| 22-01     | Suntory Sunbirds - Nagano Tridents         | 3-0 | 25-22, 25-19, 25-21               |
| 28-01     | JT Thunders Hiroshima - Sakai Blazers      | 2-3 | 21-25, 18-25, 25-22, 25-18, 12-15 |
| 28-01     | Tokyo Great Bears - Suntory Sunbirds       | 0-3 | 23-25, 23-25, 26-28               |
| 28-01     | Oita Weisse Adler - Panasonic Panthers     | 0-3 | 19-25, 21-25, 16-25               |
| 28-01     | Nagano Tridents - WolfDogs Nagoya          | 0-3 | 21-25, 31-33, 22-25               |
| 28-01     | JTEKT Stings - Toray Arrows                | 0-3 | 23-25, 18-25, 21-25               |
| 29-01     | JT Thunders Hiroshima - Sakai Blazers      | 3-1 | 25-18, 25-22, 23-25, 25-21,       |
| 29-01     | Oita Weisse Adler - Panasonic Panthers     | 0-3 | 13-25, 15-25, 13-25               |
| 29-01     | Nagano Tridents - WolfDogs Nagoya          | 2-3 | 23-25, 14-25, 25-22, 26-24, 10-15 |
| 29-01     | Tokyo Great Bears - Suntory Sunbirds       | 0-3 | 21-25, 16-25, 17-25               |
| 29-01     | JTEKT Stings - Toray Arrows                | 3-1 | 25-21, 22-25, 25-15, 25-20        |
| 03-02     | Tokyo Great Bears - Panasonic Panthers     | 0-3 | 22-25, 22-25, 20-25               |
| 04-02     | JTEKT Stings - WolfDogs Nagoya             | 3-0 | 25-23, 25-22, 32-30               |
| 04-02     | Oita Weisse Adler - Sakai Blazers          | 0-3 | 13-25, 21-25, 19-25               |
| 04-02     | Nagano Tridents - JT Thunders Hiroshima    | 2-3 | 26-24, 16-25, 17-25, 25-21, 11-15 |
| 04-02     | Toray Arrows - Suntory Sunbirds            | 1-3 | 25-22, 23-25, 20-25, 33-35        |
| 04-02     | Tokyo Great Bears - Panasonic Panthers     | 0-3 | 21-25, 22-25, 18-25               |
| 05-02     | JTEKT Stings - WolfDogs Nagoya             | 3-0 | 28-26, 25-22, 25-21               |
| 05-02     | Oita Weisse Adler - Sakai Blazers          | 1-3 | 15-25, 28-26, 16-25, 20-25        |
| 05-02     | Nagano Tridents - JT Thunders Hiroshima    | 0-3 | 22-25, 21-25, 22-25               |
| 05-02     | Toray Arrows - Suntory Sunbirds            | 3-2 | 25-18, 15-25, 18-25, 25-23, 15-13 |
| 11-02     | Tokyo Great Bears - Oita Weisse Adler      | 3-1 | 21-25, 25-20, 25-18, 25-12        |
| 12-02     | Tokyo Great Bears - Oita Weisse Adler      | 3-0 | 32-30, 25-20, 25-16               |
| 17-02     | Suntory Sunbirds - JT Thunders Hiroshima   | 3-0 | 25-23, 27-25, 25-14               |
| 18-02     | Sakai Blazers - Nagano Tridents            | 3-1 | 25-15, 27-29, 25-21, 25-20        |
| 18-02     | WolfDogs Nagoya - Oita Weisse Adler        | 3-0 | 25-22, 25-19, 25-15               |
| 18-02     | Toray Arrows - Tokyo Great Bears           | 3-2 | 18-25, 20-25, 27-25, 25-13, 15-11 |
| 18-02     | Suntory Sunbirds - JT Thunders Hiroshima   | 3-0 | 28-26, 25-23, 25-20               |
| 18-02     | Panasonic Panthers - JTEKT Stings          | 0-3 | 22-25, 16-25, 19-25               |
| 19-02     | Sakai Blazers - Nagano Tridents            | 3-1 | 24-26, 25-19, 25-19, 25-18        |
| 19-02     | WolfDogs Nagoya - Oita Weisse Adler        | 3-0 | 25-15, 25-12, 25-18               |
| 19-02     | Toray Arrows - Tokyo Great Bears           | 3-2 | 25-20, 25-17, 21-25, 22-25, 15-13 |
| 19-02     | Panasonic Panthers - JTEKT Stings          | 3-2 | 25-19, 25-27, 26-24, 18-25, 15-13 |
| 25-02     | Sakai Blazers - WolfDogs Nagoya            | 2-3 | 27-25, 25-23, 22-25, 17-25, 12-15 |
| 25-02     | JTEKT Stings - Suntory Sunbirds            | 1-3 | 25-19, 17-25, 19-25, 15-25        |
| 25-02     | JT Thunders Hiroshima - Panasonic Panthers | 0-3 | 21-25, 23-25, 17-25               |
| 25-02     | Nagano Tridents - Toray Arrows             | 2-3 | 25-20, 25-27, 18-25, 25-22, 9-15  |
| 25-02     | Oita Weisse Adler - Tokyo Great Bears      | 1-3 | 24-26, 25-19, 24-26, 16-25        |
| 26-02     | Sakai Blazers - WolfDogs Nagoya            | 0-3 | 18-25, 21-25, 18-25               |
| 26-02     | JT Thunders Hiroshima - Panasonic Panthers | 1-3 | 19-25, 26-24, 14-25, 19-25        |
| 26-02     | Nagano Tridents - Toray Arrows             | 3-0 | 25-20, 25-20, 25-21               |
| 26-02     | Oita Weisse Adler - Tokyo Great Bears      | 3-2 | 20-25, 21-25, 25-20, 25-23, 16-14 |
| 26-02     | JTEKT Stings - Suntory Sunbirds            | 1-3 | 19-25, 25-21, 21-25, 18-25        |
| 04-03     | Panasonic Panthers - Nagano Tridents       | 3-0 | 25-15, 25-23, 25-11               |
| 04-03     | Toray Arrows - Oita Weisse Adler           | 3-1 | 27-29, 27-25, 25-18, 25-17        |
| 04-03     | Tokyo Great Bears - JTEKT Stings           | 2-3 | 26-24, 21-25, 22-25, 25-23, 7-15  |
| 04-03     | Suntory Sunbirds - Sakai Blazers           | 0-3 | 22-25, 20-25, 30-32               |
| 04-03     | WolfDogs Nagoya - JT Thunders Hiroshima    | 3-0 | 25-20, 25-20, 25-20               |
| 05-03     | Panasonic Panthers - Nagano Tridents       | 2-3 | 21-25, 22-25, 25-17, 25-21, 11-15 |
| 05-03     | Toray Arrows - Oita Weisse Adler           | 3-0 | 27-25, 25-22, 25-20               |
| 05-03     | WolfDogs Nagoya - JT Thunders Hiroshima    | 3-0 | 25-19, 25-22, 25-22               |
| 05-03     | Tokyo Great Bears - JTEKT Stings           | 3-2 | 23-25, 25-23, 25-23, 23-25, 15-13 |
| 05-03     | Suntory Sunbirds - Sakai Blazers           | 3-1 | 25-11, 25-21, 19-25, 35-33        |
| 11-03     | Sakai Blazers - Toray Arrows               | 3-2 | 23-25, 25-23, 14-25, 25-13, 16-14 |
| 11-03     | WolfDogs Nagoya - Panasonic Panthers       | 0-3 | 19-25, 16-25, 14-25               |
| 11-03     | JT Thunders Hiroshima - Tokyo Great Bears  | 3-0 | 25-19, 25-21, 25-18               |
| 11-03     | Oita Weisse Adler - Suntory Sunbirds       | 3-1 | 20-25, 25-21, 25-20, 30-28        |
| 11-03     | Nagano Tridents - JTEKT Stings             | 0-3 | 16-25, 21-25, 14-25               |
| 12-03     | Sakai Blazers - Toray Arrows               | 0-3 | 23-25, 19-25, 23-25               |
| 12-03     | JT Thunders Hiroshima - Tokyo Great Bears  | 3-1 | 22-25, 25-22, 25-17, 29-27        |
| 12-03     | WolfDogs Nagoya - Panasonic Panthers       | 1-3 | 25-27, 22-25, 25-23, 17-25        |
| 12-03     | Nagano Tridents - JTEKT Stings             | 1-3 | 21-25, 25-22, 19-25, 23-25        |
| 12-03     | Oita Weisse Adler - Suntory Sunbirds       | 0-3 | 20-25, 19-25, 19-25               |
| 17-03     | Suntory Sunbirds - WolfDogs Nagoya         | 3-2 | 20-25, 25-16, 23-25, 25-23, 15-13 |
| 18-03     | JTEKT Stings - Oita Weisse Adler           | 3-0 | 25-18, 25-17, 25-18               |
| 18-03     | Toray Arrows - JT Thunders Hiroshima       | 1-3 | 19-25, 20-25, 25-21, 36-38        |
| 18-03     | Tokyo Great Bears - Nagano Tridents        | 3-2 | 25-23, 21-25, 16-25, 25-19, 16-14 |
| 18-03     | Panasonic Panthers - Sakai Blazers         | 3-1 | 25-14, 25-18, 22-25, 25-23        |
| 18-03     | Suntory Sunbirds - WolfDogs Nagoya         | 2-3 | 19-25, 25-23, 19-25, 25-23, 10-15 |
| 19-03     | JTEKT Stings - Oita Weisse Adler           | 3-0 | 25-21, 25-17, 25-20               |
| 19-03     | Toray Arrows - JT Thunders Hiroshima       | 3-1 | 25-20, 23-25, 25-22, 25-21        |
| 19-03     | Tokyo Great Bears - Nagano Tridents        | 3-1 | 16-25, 28-26, 25-23, 25-21        |
| 19-03     | Panasonic Panthers - Sakai Blazers         | 2-3 | 22-25, 25-20, 25-27, 25-16, 13-15 |
| 25-03     | Sakai Blazers - Tokyo Great Bears          | 3-1 | 23-25, 25-21, 25-16, 26-24        |
| 25-03     | WolfDogs Nagoya - Toray Arrows             | 3-1 | 21-25, 25-22, 25-22, 25-19        |
| 25-03     | Panasonic Panthers - Suntory Sunbirds      | 3-0 | 25-22, 25-19, 25-19               |
| 25-03     | Nagano Tridents - Oita Weisse Adler        | 3-0 | 25-17, 25-22, 28-26               |
| 25-03     | JT Thunders Hiroshima - JTEKT Stings       | 0-3 | 22-25, 17-25, 19-25               |
| 26-03     | Sakai Blazers - Tokyo Great Bears          | 3-0 | 25-16, 25-17, 25-17               |
| 26-03     | WolfDogs Nagoya - Toray Arrows             | 2-3 | 23-25, 22-25, 25-21, 25-22, 14-16 |
| 26-03     | Nagano Tridents - Oita Weisse Adler        | 3-1 | 25-21, 20-25, 25-16, 25-20        |
| 26-03     | JT Thunders Hiroshima - JTEKT Stings       | 1-3 | 25-21, 19-25, 22-25, 23-25        |
| 26-03     | Panasonic Panthers - Suntory Sunbirds      | 3-0 | 25-18, 25-23, 25-18               |

#### Classifica
| Pos. | Squadra               | Pt | G  | V  | P  | Ratio | SV | SP  | Ratio | PF    | PS    | Ratio |
| ---- | --------------------- | -- | -- | -- | -- | ----- | -- | --- | ----- | ----- | ----- | ----- |
| 1.   | WolfDogs Nagoya       | 75 | 36 | 26 | 10 | 0,720 | 84 | 44  | 1,910 | 3 006 | 2 730 | 1,100 |
| 2.   | Suntory Sunbirds      | 71 | 36 | 25 | 11 | 0,690 | 82 | 54  | 1,520 | 3 154 | 2 958 | 1,070 |
| 3.   | Panasonic Panthers    | 77 | 36 | 24 | 12 | 0,670 | 91 | 50  | 1,820 | 3 263 | 2 934 | 1,110 |
| 4.   | Sakai Blazers         | 71 | 36 | 24 | 12 | 0,670 | 80 | 53  | 1,510 | 3 080 | 2 920 | 1,050 |
| 5.   | Toray Arrows          | 62 | 36 | 23 | 13 | 0,640 | 82 | 63  | 1,300 | 3 273 | 3 215 | 1,020 |
| 6.   | JTEKT Stings          | 70 | 36 | 22 | 14 | 0,610 | 79 | 51  | 1,550 | 3 016 | 2 817 | 1,070 |
| 7.   | JT Thunders Hiroshima | 50 | 36 | 16 | 20 | 0,440 | 62 | 68  | 0,910 | 2 935 | 2 991 | 0,980 |
| 8.   | Tokyo Great Bears     | 31 | 36 | 10 | 26 | 0,280 | 47 | 90  | 0,520 | 2 902 | 3 174 | 0,910 |
| 9.   | Nagano Tridents       | 19 | 36 | 5  | 31 | 0,140 | 38 | 97  | 0,390 | 2 818 | 3 218 | 0,880 |
| 10.  | Oita Weisse Adler     | 14 | 36 | 5  | 31 | 0,140 | 25 | 100 | 0,250 | 2 554 | 3 044 | 0,840 |

      Qualificate ai play-off scudetto
      Al Challenge Match.

### Play-off scudetto

#### Final 4

##### Risultati
| Risultati |                                       |     |                                   |
|           |                                       |     |                                   |
| 08-04     | WolfDogs Nagoya - Sakai Blazers       | 3-0 | 25-18, 25-21, 25-20               |
| 08-04     | Suntory Sunbirds - Panasonic Panthers | 3-2 | 31-29, 22-25, 23-25, 25-22, 15-9  |
| 09-04     | WolfDogs Nagoya - Suntory Sunbirds    | 2-3 | 28-26, 21-25, 25-20, 19-25, 18-20 |

| Risultati |                                      |     |                                  |
|           |                                      |     |                                  |
| 09-04     | Panasonic Panthers - Sakai Blazers   | 3-1 | 27-25, 28-26, 20-25, 32-30       |
| 16-04     | WolfDogs Nagoya - Panasonic Panthers | 3-1 | 25-19, 25-20, 21-25, 25-16       |
| 16-04     | Suntory Sunbirds - Sakai Blazers     | 3-2 | 25-20, 21-25, 25-18, 27-29, 15-9 |

##### Classifica
| Pos. | Squadra            | Pt | G | V | P | Ratio | SV | SP | Ratio | PF  | PS  | Ratio |
| ---- | ------------------ | -- | - | - | - | ----- | -- | -- | ----- | --- | --- | ----- |
| 1.   | Suntory Sunbirds   | 8  | 3 | 3 | 0 | 1,000 | 9  | 6  | 1,500 | 345 | 322 | 1,070 |
| 2.   | WolfDogs Nagoya    | 10 | 3 | 2 | 1 | 0,670 | 8  | 4  | 2,000 | 282 | 255 | 1,110 |
| 3.   | Panasonic Panthers | 5  | 3 | 1 | 2 | 0,330 | 6  | 7  | 0,860 | 297 | 318 | 0,930 |
| 4.   | Sakai Blazers      | 1  | 3 | 0 | 3 | 0,000 | 3  | 9  | 0,330 | 266 | 295 | 0,900 |

      Qualificate in finale scudetto.

#### Finale scudetto
|  | Finale scudetto |                  |   |  |
|  |                 |                  |   |  |
|  | 1               | Suntory Sunbirds | 0 |  |
|  | 2               | WolfDogs Nagoya  | 3 |  |

| Finale scudetto |                                    |     |                     |
|                 |                                    |     |                     |
| 23-04           | Suntory Sunbirds - WolfDogs Nagoya | 0-3 | 23-25, 18-25, 26-28 |

### Challenge match
|  | Finale |                      |   |   |   |  |
|  |        |                      |   |   |   |  |
|  | 9      | Nagano Tridents      | 3 | 3 | 6 |  |
|  | 2VL    | Kawasaki Red Spirits | 1 | 1 | 2 |  |

|  | Finale |                   |   |   |   |  |
|  |        |                   |   |   |   |  |
|  | 10     | Oita Weisse Adler | 2 | 1 | 3 |  |
|  | 1VL    | Voreas Hokkaido   | 3 | 3 | 6 |  |

| Gara 1 |                                       |     |                                   |
|        |                                       |     |                                   |
| 08-04  | Nagano Tridents - Fujitsu Red Spirits | 3-1 | 23-25, 33-31, 25-19, 25-18        |
| 08-04  | Oita Weisse Adler - Voreas Hokkaido   | 2-3 | 25-17, 16-25, 25-20, 22-25, 10-15 |

| Gara 2 |                                       |     |                            |
|        |                                       |     |                            |
| 09-04  | Nagano Tridents - Fujitsu Red Spirits | 3-1 | 22-25, 25-19, 26-24, 25-13 |
| 09-04  | Oita Weisse Adler - Voreas Hokkaido   | 1-3 | 17-25, 25-21, 23-25, 17-25 |

## Classifica finale
| Pos                 | Squadra               | Qualificazione                    |
| ------------------- | --------------------- | --------------------------------- |
| Giappone (bandiera) | WolfDogs Nagoya       | Campionato asiatico per club 2024 |
| 2                   | Suntory Sunbirds      |                                   |
| 3                   | Panasonic Panthers    |                                   |
| 4                   | Sakai Blazers         |                                   |
| 5                   | Toray Arrows          |                                   |
| 6                   | JTEKT Stings          |                                   |
| 7                   | JT Thunders Hiroshima |                                   |
| 8                   | Tokyo Great Bears     |                                   |
| 9                   | Nagano Tridents       |                                   |
| 10                  | Oita Weisse Adler     | V.League Division 2 2023-24       |

## Premi individuali
| Premio                     | Nome              | Squadra               |
| -------------------------- | ----------------- | --------------------- |
| MVP della finale           | Bartosz Kurek     | WolfDogs Nagoya       |
| Miglior allenatore         | Valerio Baldovin  | WolfDogs Nagoya       |
| Miglior spirito combattivo | Dmitrij Musėrskij | Suntory Sunbirds      |
| Miglior realizzatore       | Krisztián Pádár   | Toray Arrows          |
| Miglior attaccante         | Hiromasa Miwa     | Nagano Tridents       |
| Miglior muro               | Kentarō Takahashi | Toray Arrows          |
| Miglior servizio           | Aaron Russell     | JT Thunders Hiroshima |
| Miglior ricevitore         | Kazuma Sonae      | Nagano Tridents       |
| Miglior difesa             | Kenya Fujinaka    | Suntory Sunbirds      |
| Sestetto ideale            | Bartosz Kurek     | WolfDogs Nagoya       |
| Sestetto ideale            | Dmitrij Musėrskij | Suntory Sunbirds      |
| Sestetto ideale            | Tatsunori Ōtsuka  | Panasonic Panthers    |
| Sestetto ideale            | Ryōta Denda       | WolfDogs Nagoya       |
| Sestetto ideale            | Akihiro Yamauchi  | Panasonic Panthers    |
| Sestetto ideale            | Masaki Oya        | Suntory Sunbirds      |
| Miglior libero             | Tomohiro Ogawa    | WolfDogs Nagoya       |
| Premio fair play           | Dmitrij Musėrskij | Suntory Sunbirds      |
| Premio d'onore             | Hidetomo Hoshino  | Tokyo Great Bears     |
| Premio d'onore             | Takahiro Shin     | Panasonic Panthers    |
| Premio d'onore             | Takuya Yasunaga   | JT Thunders Hiroshima |
| Premio d'onore             | Ryosuke Hakamaya  | JTEKT Stings          |
| Premio Yasutaka Matsudaira | Valerio Baldovin  | WolfDogs Nagoya       |
| Miglior GM                 | Toshihiro Yokoi   | WolfDogs Nagoya       |
| Premio speciale            | Naonobu Fujii     | Toray Arrows          |

## Statistiche
| Rendimento individuale | Rendimento individuale | Rendimento individuale | Rendimento individuale |
| Pos.                   | Nome                   | Punti                  | Squadra                |
| ---------------------- | ---------------------- | ---------------------- | ---------------------- |
| 1                      | Krisztián Pádár        | 859                    | Toray Arrows           |
| 2                      | Bartosz Kurek          | 855                    | WolfDogs Nagoya        |
| 3                      | Dmitrij Musėrskij      | 833                    | Suntory Sunbirds       |
| 4                      | Sharone Vernon-Evans   | 796                    | Sakai Blazers          |
| 5                      | Enock Mogeni           | 621                    | Oita Weisse Adler      |
| 6                      | Rafael de Araújo       | 613                    | Tokyo Great Bears      |
| 7                      | Jiang Chuan            | 600                    | JT Thunders Hiroshima  |
| 8                      | Michał Kubiak          | 595                    | Panasonic Panthers     |
| 9                      | Alain de Armas         | 519                    | Suntory Sunbirds       |
| 10                     | Carlos Araujo          | 510                    | Nagano Tridents        |

| Attacchi vincenti | Attacchi vincenti    | Attacchi vincenti | Attacchi vincenti     |
| Pos.              | Nome                 | Punti             | Squadra               |
| ----------------- | -------------------- | ----------------- | --------------------- |
| 1                 | Bartosz Kurek        | 763               | WolfDogs Nagoya       |
| 2                 | Krisztián Pádár      | 756               | Toray Arrows          |
| 3                 | Dmitrij Musėrskij    | 744               | Suntory Sunbirds      |
| 4                 | Sharone Vernon-Evans | 690               | Sakai Blazers         |
| 5                 | Rafael de Araújo     | 545               | Tokyo Great Bears     |
| 6                 | Enock Mogeni         | 526               | Oita Weisse Adler     |
| 7                 | Michał Kubiak        | 520               | Panasonic Panthers    |
| 8                 | Jiang Chuan          | 511               | JT Thunders Hiroshima |
| 9                 | Carlos Araujo        | 466               | Nagano Tridents       |
| 10                | Masahiro Yanagida    | 435               | JTEKT Stings          |

| Muri vincenti | Muri vincenti        | Muri vincenti | Muri vincenti         |
| Pos.          | Nome                 | Punti         | Squadra               |
| ------------- | -------------------- | ------------- | --------------------- |
| 1             | Peng Shikun          | 93            | Suntory Sunbirds      |
| 2             | Ryōta Denda          | 92            | WolfDogs Nagoya       |
| 3             | Akihiro Yamauchi     | 88            | Panasonic Panthers    |
| 4             | Wang Dongchen        | 87            | WolfDogs Nagoya       |
| 5             | Kentarō Takahashi    | 78            | Toray Arrows          |
| 6             | Go Murayama          | 72            | JTEKT Stings          |
| 7             | Bartosz Kurek        | 70            | WolfDogs Nagoya       |
| 7             | Taishi Onodera       | 70            | JT Thunders Hiroshima |
| 9             | Keigo Nishimoto      | 68            | Toray Arrows          |
| 10            | Sharone Vernon-Evans | 66            | Sakai Blazers         |

| Battute vincenti | Battute vincenti     | Battute vincenti | Battute vincenti      |
| Pos.             | Nome                 | Punti            | Squadra               |
| ---------------- | -------------------- | ---------------- | --------------------- |
| 1                | Krisztián Pádár      | 54               | Toray Arrows          |
| 2                | Enock Mogeni         | 43               | Oita Weisse Adler     |
| 2                | Jiang Chuan          | 43               | JT Thunders Hiroshima |
| 4                | Shoma Tomita         | 41               | Toray Arrows          |
| 5                | Sharone Vernon-Evans | 40               | Sakai Blazers         |
| 6                | Tine Urnaut          | 39               | JTEKT Stings          |
| 7                | Dmitrij Musėrskij    | 35               | Suntory Sunbirds      |
| 7                | Alain de Armas       | 35               | Suntory Sunbirds      |
| 7                | Michał Kubiak        | 35               | Panasonic Panthers    |
| 10               | Aaron Russell        | 34               | JT Thunders Hiroshima |
| 10               | Hiroki Ozawa         | 34               | Toray Arrows          |